# Birkeland-Eydeprocedé

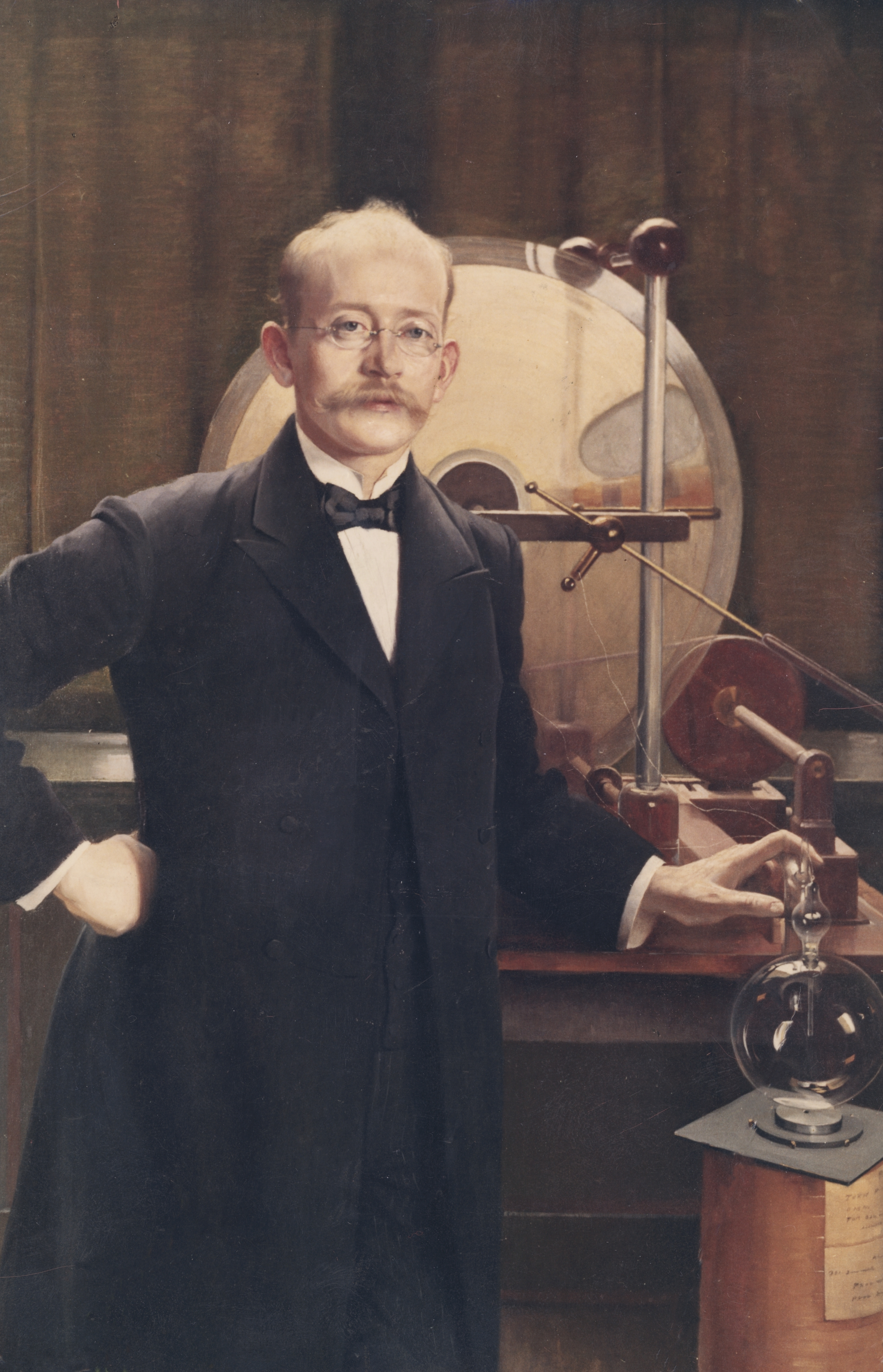
Kristian Birkeland in 1900

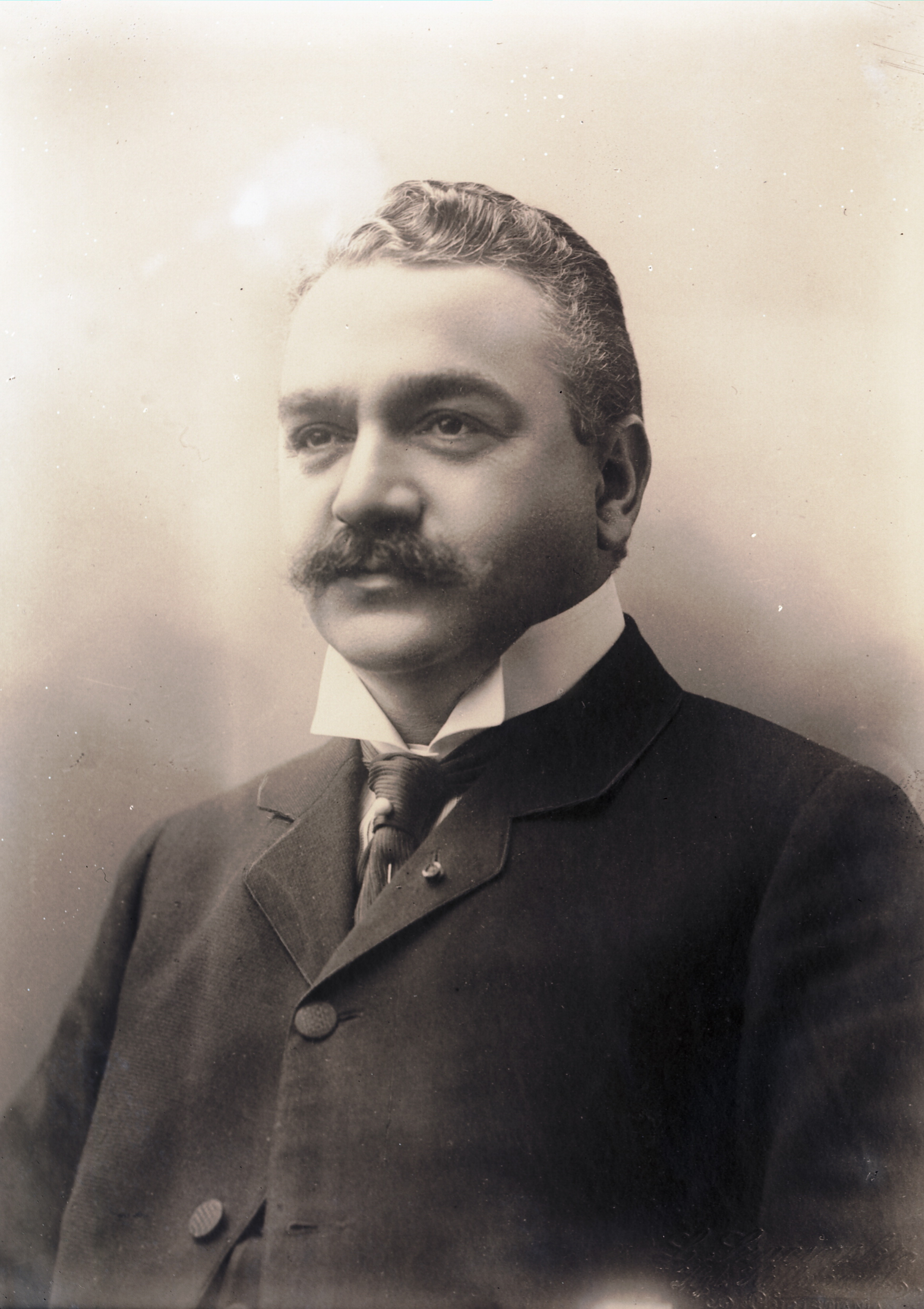
Sam Eyde in 1910

Het Birkeland-Eydeprocedé is een van de eerste industriële methoden voor stikstoffixatie die gebruikmaakte van een vlamboog of elektrische boog. Die kan de stikstof (N2) in lucht oxideren tot stikstofmonoxide, waarmee salpeterzuur en kunstmest bereid worden.
Het procedé werd ontwikkeld door de Noorse industrieel en wetenschapper Kristian Birkeland samen met zijn zakenpartner Samuel Eyde in 1903. De chemische omzetting in een vlamboog was reeds door Henry Cavendish in de negentiende eeuw ontdekt.

## Beschrijving van het procedé
Birkeland ontwikkelde een elektrisch fornuis met twee coaxiale elektroden waartussen een vlamboog wordt gevormd. Dit gebeurt in een sterk magnetisch veld, zodat de vlamboog wordt afgevlakt tot een schijf. Het plasma in de schijf heeft een temperatuur van meer dan 3000°C. Men blaast dan lucht door de schijf, waar een klein gedeelte van de zuurstof en stikstof in de lucht reageert tot stikstofmonoxide:
{\displaystyle {\ce {N2 + O2 -> 2NO}}}
Het voordeel van de schijfvorm is dat het contactoppervlak tussen de gassen en de vlamboog vergroot en er dus meer NO gevormd wordt.
Het hete stikstofoxide wordt dan gekoeld en verder geoxideerd met luchtzuurstof tot stikstofdioxide:
{\displaystyle {\ce {2NO + O2 -> 2NO2}}}
Dit wordt dan in water opgelost om salpeterzuur te verkrijgen:
{\displaystyle {\ce {3NO2 + H2O -> 2HNO3 + NO}}}
Voor de productie van salpeterzuur en stikstofhoudende meststoffen op basis van deze methode richtte Eyde samen met Birkeland de Norsk Hydro-Elektrisk Kvælstofaktieselskab op, de latere Norsk Hydro. Het procedé vergt erg veel elektrische energie: ongeveer 15 MWh per ton geproduceerd salpeterzuur. In Noorwegen gebeurde de productie in de buurt van waterkrachtcentrales die de elektriciteit leverden. Het hoge energieverbruik is ook de reden waarom deze methode later plaats moest ruimen voor het ostwaldprocedé.